# Sparkasse Werra-Meißner
Die Sparkasse Werra-Meißner ist die Sparkasse des Werra-Meißner-Kreises mit Sitz in Eschwege und Witzenhausen. Sie entstand am 1. Januar 1991 aus der Fusion der Kreissparkassen Eschwege und Witzenhausen.

## Organisationsstruktur
Die Bank ist eine Anstalt des öffentlichen Rechts. Rechtsgrundlagen sind das Sparkassengesetz für Hessen und die durch den Kreistag erlassene Satzung. Organe der Sparkasse sind der Vorstand und der Verwaltungsrat.

## Geschäftsausrichtung
Die Bank betreibt das Universalbankgeschäft. Die Sparkasse Werra-Meißner wies im Geschäftsjahr 2024 eine Bilanzsumme von 1,817 Mrd. Euro aus und verfügte über Kundeneinlagen von 1,364 Mrd. Euro. Gemäß der Sparkassenrangliste 2024 liegt sie nach Bilanzsumme auf Rang 250. Sie unterhält 11 Filialen/Selbstbedienungsstandorte und beschäftigt 339 Mitarbeiter.
Mit einer Bilanzsumme von 1,817 Mrd. Euro ist sie Marktführer in ihrem Geschäftsgebiet, dem Werra-Meißner-Kreis. Dem Vorstand sitzt seit März 2019 Marc Semmel vor.

## Geschichte
Die Geschichte der Sparkasse Werra-Meißner geht auf die Gründung der Stadtsparkasse zu Eschwege am 1. Juli 1844 zurück. 1872 wurde die Auflösung der Stadtsparkasse und ihre Überführung in die Kreissparkasse zu Eschwege beschlossen, die am 1. April 1873 ihre Gewerbetätigkeit aufnahm.
Nach Zusammenlegung der Altkreise Witzenhausen und Eschwege zum Werra-Meißner-Kreis fusionierten am 1. Januar 1991 auch die Kreissparkassen Eschwege und Witzenhausen zur Sparkasse Werra-Meißner.
1994 feiert das Kreditinstitut seinen 150. Geburtstag und führt eine umfassende Sanierung der Hauptstelle in der Friedrich-Wilhelm-Straße durch.
Im Jahr 2013 wird die Hauptstelle erweitert, die Verwaltung findet nun ebenfalls ihren Platz in der Friedrich-Wilhelm-Straße.
Im Frühjahr 2019 wurde ein Mitarbeiter der Private-Banking-Abteilung der Sparkasse Werra-Meißner durch die Staatsanwaltschaft Kassel wegen Betrug, Untreue und Urkundenfälschung angeklagt. Der Mitarbeiter soll über einen längeren Zeitraum, vorwiegend jedoch im Jahr 2018, Kundengelder veruntreut und so eine Handvoll Kunden um etwa eine Million Euro geschädigt haben. Bank und Staatsanwaltschaft prüfen, ob weitere Kunden geschädigt wurden und weitere Mitarbeiter in den mutmaßlichen Betrug involviert waren. Die Sparkasse Werra-Meißner hat dem Mitarbeiter fristlos gekündigt und eine externe Wirtschaftsprüfungsgesellschaft mit der Aufarbeitung des Falls beauftragt.
Am 1. Juli 2019 feiert die Sparkasse Werra-Meißner ihr 175-jähriges Bestehen.
Nach der Flutkatastrophe im Westen Deutschlands hat die Sparkasse Werra-Meißner die Sparkasse Ahrweiler 2021 bei der Bargeldversorgung im Krisengebiet unterstützt.  
Die Sparkasse Werra-Meißner gehört zu den ersten Sparkassen in Deutschland, die ihre Rolle während der Zeit des Nationalsozialismus wissenschaftlich untersuchen ließen. Das Forschungsprojekt wurde von dem Pädagogen und Politologen Dieter Vaupel ( 2. April 1950 in Spangenberg) im Auftrag der Sparkasse Werra-Meißner durchgeführt. Vaupel arbeitete von 2023 bis 2025 an der Studie, die das Ziel hatte, die institutionelle Entwicklung sowie das Verhalten der Sparkasse in den Jahren 1933 bis 1945 transparent darzustellen. Im Ergebnis erschien die Publikation „Die Sparkasse hat einen ungeahnten Aufschwung genommen!“ (ISBN 978-3-00-080361-1), die am 8. Mai 2025, dem 80. Jahrestag der Befreiung Deutschlands, vorgestellt wurde. Die Buchveröffentlichung wurde durch eine gleichnamige Ausstellung in den Räumen der Sparkasse ergänzt.

## Sparkassen-Finanzgruppe
Die Sparkasse Werra-Meißner ist Teil der Sparkassen-Finanzgruppe und gehört damit auch ihrem Haftungsverbund an. Er sichert den Bestand der Institute und sorgt dafür, dass sie auch im Fall der Insolvenz einzelner Sparkassen alle Verbindlichkeiten erfüllen können. Die Sparkasse vermittelt Bausparverträge der regionalen Landesbausparkasse, offene Investmentfonds der Deka und Versicherungen der SV SparkassenVersicherung. Im Bereich des Leasing arbeitet die Sparkasse Werra-Meißner mit der  Deutschen Leasing zusammen. Die Funktion der Sparkassenzentralbank nimmt die Landesbank Hessen-Thüringen wahr.

## Sparkassen-Stiftung
Die Sparkasse Werra-Meißner unterstützt mit der Sparkassen-Stiftung GUTes bewahren – ZUKUNFT gestalten soziale und kulturelle Projekte, Veranstaltungen und Aktivitäten gemeinnütziger Vereine und Institutionen im Werra-Meißner-Kreis. Gefördert werden Projekte aus den Bereichen Volks- und Berufsbildung, Jugend- und Altenpflege, Kunst und Kultur, Denkmalschutz, Heimatpflege, Tier- und Naturschutz sowie Forschung und Wissenschaft. Seit 2009 vergibt die Sparkassen-Stiftung darüber hinaus regelmäßig Stipendien an Studenten aus der Region, die sich ohne finanzielle Unterstützung ein Studium nicht leisten könnten.
Neben der eigenen Projekt- und Nachwuchsförderung, ermöglicht die Stiftung zudem unter dem Dach der Sparkassen-Stiftung GUTes bewahren – ZUKUNFT gestalten Interessierten eigene Stiftungen zu errichten.